# Худілайнен Олександр Петрович
Олександр Петрович Худілайнен (рос. Александр Петрович Худилайнен, нар. 2 травня 1956, с. Злобіне Калязінського району Калінінської області, РРФСР) — російський державний діяч, Глава Республіки Карелія з 24 травня 2012 року по 15 лютого 2017 року.
Раніше — голова законодавчих зборів Ленінградської області, секретар регіональної політичної ради партії «Єдина Росія» в Ленінградській області.
Входить до складу Опікунської Ради державного освітнього закладу вищої професійної освіти «Балтійський державний технічний університет „Воєнмех“ імені Д. Ф. Устинова». Також є президентом спортивної федерації гірськолижного спорту та сноуборду Ленінградської області.
За національністю є фіном-інгерманландцем. Володіє фінською мовою.

## Особисте життя
Одружений з Тетяною Худілайнен. Виховує сина.